# Methode naar Luff-Schoorl
De methode naar Luff-Schoorl is een kwantitatieve bepaling van reducerende suikers, die berust op het reduceren van Cu2+ naar Cu2O. De overmaat Cu2+ wordt dan teruggetitreerd met Na2S2O3.
De methode bestaat uit 3 stappen:
1. Reductie van Cu2+ tot Cu2O met Luff-Schoorl reagens
2. De overmaat Cu2+ wordt omgezet tot CuI en I2 met een overmaat KI
3. Het gevormde I2 wordt getitreerd met Na2S2O3

## Reductie van Cu2+
De methode maakt gebruik van een speciaal Luff-Schoorl reagens dat bestaat uit een ±0.1M CuSO4 oplossing, die Na2CO3 bevat,zodat de pH ongeveer 9.3-9.4 bedraagt. Dit is nodig daar de reductie in basisch milieu moet doorgaan. Ook wordt nog citroenzuur (C6H8O7) toegevoegd, als complexeringsmiddel om de vorming van Cu(OH)2 te vermijden. De verhouding van deze stoffen in een liter reagens is ongeveer 25g CuSO4.5H2O, 39g Na2CO3.10H2O en 5g C6H8O7.H2O.
Deze oplossing reageert met de reducerende suikers in het te analyseren staal volgens de reactie
{\displaystyle \mathrm {C_{6}H_{12}O_{6}\ +\ 2\ Cu^{2+}\ +\ 5\ OH^{-}\ \longrightarrow \ C_{6}H_{11}O_{7}^{-}+\ Cu_{2}O\ +\ 3\ H_{2}O} }
Het Cu2O vormt een rood neerslag.
Praktisch wordt het te analyseren staal verdund tot 1-2g suiker per 100mL oplossing. Van deze verdunning wordt dan 10 mL genomen en bij 25mL Luff-Schoorl reagens gevoegd. Deze oplossing wordt gedurende 10 minuten tussen 65° en 85 °C verhit.

## Overmaat Cu2+omzetten tot CuI en I2
Nadat de reductie is uitgevoerd en gekoeld tot kamertemperatuur, wordt een overmaat KI toegevoegd. De omzetting moet worden uitgevoerd in zuur milieu, dus wordt er ook zwavelzuur toegevoegd. De bijhorende reactie is:
{\displaystyle \mathrm {2\ Cu^{2+}\ +\ 4\ I^{-}\ \longrightarrow \ 2\ CuI\ +\ I_{2}} }
In een zuur milieu kunnen overgebleven Cu2+ ionen reageren met jodium ionen tot de vorming van koperjodine en jood. Van de laatste wordt door middel van een titratie de concentratie bepaald. 
Praktisch wordt er ongeveer 0,04 mol KI en 0,04 mol H2SO4 toegevoegd per 0,0025 mol Luff-Schoorl reagens (dat is 25mL 0,1M)

## Jodometrische bepaling van I2
De hoeveelheid I2 die gevormd werd in de vorige stap kan bepaald worden via een Jodometrische titratie met Na2S2O3.
{\displaystyle \mathrm {2\ S_{2}O_{3}^{2-}\ +\ I_{2}\ \longrightarrow \ S_{4}O_{6}^{2-}\ +\ 2\ I^{-}} }
Het equivalentiepunt kan bepaald worden met een zetmeeloplossing als indicator voor I2. Praktisch wordt getitreerd met een ongeveer 0,1 mol/L Na2S2O3 oplossing.
Voor meer informatie, zie Jodometrie

## Berekening reducerende suikers
Aangezien er 2 mol Na2S2O3 nodig is om 1 mol I2 om te zetten, maar er 2 mol Cu2+ nodig is om 1 mol I2 aan te maken, is het aantal mol Na2S2O3 dat getitreerd is gelijk aan het aantal mol Cu2+ in overmaat.
Om het aantal gereageerde Cu2+ ionen te bepalen, trekt men het aantal mol Cu2+ ionen die in overmaat zijn af van het totaal aantal mol Cu2+ ionen dat men heeft toegevoegd in het begin van de bepaling. Dit getal moet men dan nog eens door 2 delen, want er wordt 2 mol Cu2+ gebruikt per mol suiker. Hieruit kan men dan de suikerconcentratie berekenen van het staal.